# As I Lay Me Down
"As I Lay Me Down" är en låt framförd av artisten Wiktoria. Låten är skriven av Justin Forrest, Jonas Wallin, och Lauren Dyson och producerad av Didrik Franzen. Singeln släpptes i Sverige den 25 februari 2017 och placerade sig som bäst på andra plats på Sverigetopplistan.
Låten tävlade i den fjärde deltävlingen av Melodifestivalen 2017, där den efter att ha fått flest röster tog sig vidare direkt till final. Bidraget tippades till vinst men slutade det efter låga poäng från den internationella juryn bara på sjätte plats, trots en andraplats i tittaromröstningen.
Trots förlusten i Melodifestivalen blev "As I Lay Me Down" den största kommersiella hiten efter tävlingen, och slog bland annat vinnarlåten "I Can't Go On" och andraplatstagaren "Hold On" i antal spelningar på både Spotify och svensk radio; den 5 november 2020 blev låten den första att passera 30 miljoner på Spotify av de tävlande bidragen 2017. När Rix FM i november 2019 presenterade en lista över lyssnarnas hundra favoritlåtar från 2010-talet placerades den på plats 59; av Melodifestivalbidragen på listan fick bara "Heroes" och "Euphoria" högre placeringar, vilket gör "As I Lay Me Down" till det mest framgångsrika Melodifestivalbidraget under 2010-talet utan att vinna tävlingen.

## Listplaceringar
| Lista (2017) | Topplacering |
| ------------ | ------------ |
| Sverige      | 2            |

### Fotnoter
1. ↑  ”LOREEN, THE FAVOURITE TO WIN MELODIFESTIVALEN 2017, HEADS TO ANDRA CHANSEN”. Eurovoix. 3 mars 2017. https://eurovoix.com/2017/02/25/loreen-favourite-win-melodifestivalen-2017-heads-andra-chansen/.
2. ↑  ”As I Lay Me Down”. Swedishcharts. 25 februari 2017. http://www.swedishcharts.com/showitem.asp?interpret=Wiktoria&titel=As+I+Lay+Me+Down&cat=s. Läst 5 november 2020.
3. ↑  ”Odds Melodifestivalen 2017”. Eurovisionworld. 11 mars 2017. https://eurovisionworld.com/odds/melodifestivalen-2017. Läst 5 november 2020.
4. ↑  ”Resultat Publikundersökningen Solna Final 2017”. Melodifestivalklubben. 10 mars 2017. https://melodifestivalklubben.se/resultat-publikundersokningen-solna-final-2017/. Läst 5 november 2020.
5. ↑  ”Finalen i Melodifestivalen 2017: Här är hela resultatet”. Aftonbladet. 12 mars 2017. https://www.aftonbladet.se/nojesbladet/a/2ayMR/finalen-i-melodifestivalen-2017-har-ar-hela-resultatet. Läst 5 november 2020.
6. 1 2  ”As I Lay Me Down - Wiktoria”. Spotify. https://open.spotify.com/artist/3gbaHBYDy62irTs0ZsHNmi. Läst 5 november 2020.
7. ↑  ”RIX Topp 100”. ILikeRadio. 25 november 2019. Arkiverad från originalet den 8 november 2020. https://web.archive.org/web/20201108005103/https://www.ilikeradio.se/rixfm/rix-topp-100-hela-listan/. Läst 5 november 2020.